# Швейцария в миниатюре
Швейцария в миниатюре (нем. Swissminiatur) — парк миниатюр, расположенный в англ. Melide, Switzerland, недалеко от Лугано, в итало язычном кантоне Тичино, Швейцария. На территории парка, площадью более 14 000 м². выставлены модели архитектурных объектов Швейцарии, выполненные в масштабе 1:25. Также в парке действует миниатюрная железная дорога (протяжённостью 3560 м), автомагистраль с перемещающимися транспортными средствами, аэропорт с моделями самолетов, корабли проплывающие по водным артериям и тысячи человеческих фигур. Как дань близости с Италией в парке также можно ознакомиться (в том числе изнутри) с моделью миланского кафедрального собора, Милан, Ломбардия, Италия. В парке произрастает около 1500 деревьев и кустарников и более 15 000 цветов. Ежедневно Swissminiatur посещает более 4 тысяч туристов. В парке имеется путеводитель на русском языке.

## Перечень миниатюр
В парке насчитывается более 121 миниатюры, среди которых:
- Памятник Вильгельму Теллю в Альтдорфе (1)
- Вертолётная база Рега в Эрстфельде (4)
- Церковь в Саас-Фе (5)
- Многокабинная канатная дорога Гриндельвальд-Грюнд-Маннлихен 2335 м (6)
- Памятник генералу А. В. Суворову, Андерматт (8)
- Главное Управление Красного Креста в Женеве (11)
- Кафедральный собор Лозанны (56)
- Кафедральный собор Св. Николая (Санкт-Николас) во Фрибурге (76)
- Аэропорт Цюрих-Клотен (91,92)
- Бремгартен (94)
- Кафедральный собор в Берне (103)
- Дворец Федерального Парламента в Берне (109)
- Часовая башня в Берне (110)
- Кафедральный собор Св. Петра (Сен-Пьер) в Женеве (112)
- Бургдорфский замок (118)
- Остров Огоз, руины Понт и часовня Св. Феодула Октодурского (Санкт-Теодуль) (121)

- Макет Дворца Федерального Парламента
- Переход А. В. Суворова через Альпы
- Парк миниатюр в Мелиде